# Gemkenthaler Gangzug
Der Gemkenthaler Gangzug ist eine im Oberharz befindliche Gangstörung. Der Zug streicht von den Quellgebieten der Kleinen Bramke in südöstlicher Richtung über Unterschulenberg und den Nordhang des Dietrichsberges bis zur Oker, die er unterhalb des ehemaligen Gemkenthals durchsetzt. Von hier aus lässt er sich über den Berg Schadleben, das Kleine und Große Gemkenthal und Hunetal bis hin zum Eisernen Weg bis zur Hune verfolgen.

## Gangverhältnisse
Östlich der Oker spaltet sich der Gangzug auf folgende Gangstücke: den Gottesglücker Gang, den Herzog-Kaler-Gang und den Johaneser Gang (später König-Georger-Gang genannt) auf.

## Gottesglücker Gang
Auf dem Gottesglücker Gang wurde 1739 durch eine Lehnschaft vom Okertal her der Gottesglücker Stollen (auch Grube Gottesglück genannt) auf 220 Lachter aufgefahren. Im Stollen selbst gab es nur geringe Erzfunde, sodass ein Abbau nicht erfolgte. 30 Lachter nach dem Mundloch wurden Spuren von Kupferkies und 40 Lachter vom Mundloch entfernt Kobaltflecken gefunden, die bei einer Probe auf der Altenauer Silberhütte gute Ergebnisse erzielten. 1746 wurde die Länge des Stollens mit 88 Lachter angegeben. Im weiteren Verlauf wurden geringe Spuren Erz gefunden. Ein 9 Lachter tiefes Lichtloch setzte man am östlichen Hang des Gemkenthals an, welches durch eine Wasserkunst entwässert wurde. 1749 war das Lichtloch auf die Sohle des Stollens gebracht, und man stieß 1752 durch das Ort auf den Stollen, sodass die Wasserkunst am Lichtloch nicht mehr gebraucht wurde. Etwa 99 Lachter entfernt vom Mundloch stieß man auf Bleiglanz. 1753 teufte man den Stollen nach 152 Lachtern um 2 Lachter ab, jedoch verlor sich das Erz in Taubem Gestein. 1756 wurde der Abbau auf der Grube eingestellt. 1849 nahm man die Grube erneut in Betrieb. Im späteren Verlauf des Stollens fanden sich nach 128 Lachter geringe Kobaltspuren. Nach 204 Lachter Länge des Stollens stieß man 1872 mittels Querschlag zum Johaneser Stollen.

## Johaneser Gang
Bereits der Alte Mann hat hier Bergbau betrieben. In einem Befahrungsbericht von 1745 wird beschrieben, dass sich 8 Lachter nach dem Mundloch ein 4 Lachter tiefer Absatz befinde, in dem Erz, Kupferkies und Span gefunden wurden. Von diesem Absatz stieß man auf 10 Lachter Länge in den Berg hinein. 1802 wird die Tiefe des Gesenk bereits mit 8,5 Lachter angegeben und es fänden sich Kalkspat, Quarz, Bleiglanz und Zinkblende. 

### Grube Neuer Sankt Johannes
Auf dem Johaneser Gang wurden ab 1736 die Grube Neuer Sankt Johannes gemutet. Der Stollen der Grube war 35 Lachter lang und sank auf 4 Lachter ab. Das Absinken musste wegen Wassereindringens eingestellt werden, da Aufschlagwasser für ein Wasserrad zunächst fehlte. 1741 wurde auf Vorschlag des Markscheiders mit dem Bau eines Wassergrabens begonnen, der 1744 fertiggestellt war. Durch die nun mögliche Abteufung stieß man bis 1756 auf 22 Lachter ab, jedoch ohne auf Erz zu stoßen.

### Grube König Georg
Die Grube wurde 1721 erstmals gemutet und aus Kostengründen nur spärlich betrieben. Am 1. August 1735 fiel die Grube ins Freie und ist im selben Jahr durch neue Eigentümer neu aufgefahren. Die folgende Betriebsperiode war ebenfalls nicht von langer Dauer, und man förderte nur spärlich Kupfer, Erz und Quarz. Hinzu kamen Probleme bei der Wasserhaltung, sodass der Betrieb von 1745 bis 1795 ruhte und die Grube absoff. Erst 1795 zeigte der Altenauer Bergmann Bock Interesse an der Grube. Ihm und seinen Gewerkschaftern wurde die Grube unter dem Namen Medings Glück verliehen. Nach der Sümpfung der Grube wurde die Grube neu befahren. Den Betrieb stellte man 1820 vorerst ein, nachdem man den Schacht auf 32 Lachter abgeteuft hatte und den Gottesglücker Stollen erreichte. 
1848 wurde von den Altenauer Bergleuten Klaus Hausdörter, Heinrich Klapproth und Georg Schönmann beim Bergamt um die Aufnahme des Bergbaus in der Grube König Georg gebeten, da dort gute Kupferanbrüche gewesen sein sollten. Die Obergeschworenen Dörell und Pape empfahlen in einem Bericht 1849 die Wiederaufnahme der Grube in beschränktem Maße. Sie schlugen vor, den Gottesglücker Stollen 150 Lachter an den König Georger Stollen voranzutreiben. Jedoch wurde der Bergbau auf der Schulenberger Grube Juliane Sophie als wirtschaftlicher angesehen, sodass die Aufnahme des Bergbaus auf der Grube König Georg erst 1862 erfolgte. In dieser letzten Betriebsperiode (1862–1872) wurden 4375 Zentner Kupfererz gewonnen. Der Betrieb musste am 31. Juli 1872 aufgrund von Abgang der Arbeitskräften zu besser zahlenden Unternehmen eingestellt werden.